# Pink Cream 69
Pink Cream 69 é uma banda alemã de hard rock, formada em Karlsruhe, em 1987, por Andi Deris (vocalista), Dennis Ward (baixo), Kosta Zafiriou (bateria) e Alfred Koffler (guitarra).

## História
Formada em 1987, a banda de hard rock alemão Pink Cream 69 fez o seu primeiro contrato após ter ganho o prêmio de nova banda, no concurso organizado pela revista Metal Hammer, em Ludwigsburg, em 1988.
Em 1994, Andi Deris sai da banda para o Helloween, sendo então substituído pelo vocalista britânico David Readman. Em 2003, entra Uwe Reitenauer, para apoiar o guitarrista Alfred Koffler, que sofria de neuropatia.
Em 2020, a banda mudou mais uma vez de formação, o guitarrista Marco Wriedt e o baixista Roman Beselt entraram no grupo. Enquanto Marco substitui Uwe Reitenauer, Roman ocupa o lugar que por muito tempo foi de Dennis Ward, que também sai da banda.

## Integrantes
- Alfred Koffler – guitarra, backing vocal (1987–presente)
- David Readman – vocal (1994–presente)
- Chris Schmidt – bateria (2012–presente)
- Marco Wriedt – guitarra (2020–presente)
- Roman Beselt – baixo (2020–presente)

## Discografia
- (1989) Pink Cream 69
- (1991) One Size Fits All
- (1993) Games People Play
- (1995) Change
- (1997) Food For Thought
- (1998) Electrified
- (2000) Sonic Dynamite
- (2000) Mixery
- (2001) Endangered
- (2003) Live
- (2004) Thunderdome
- (2007) In10sity
- (2009) Live in Karlsruhe
- (2013) Ceremonial
- (2017) Headstrong